# Ouzo

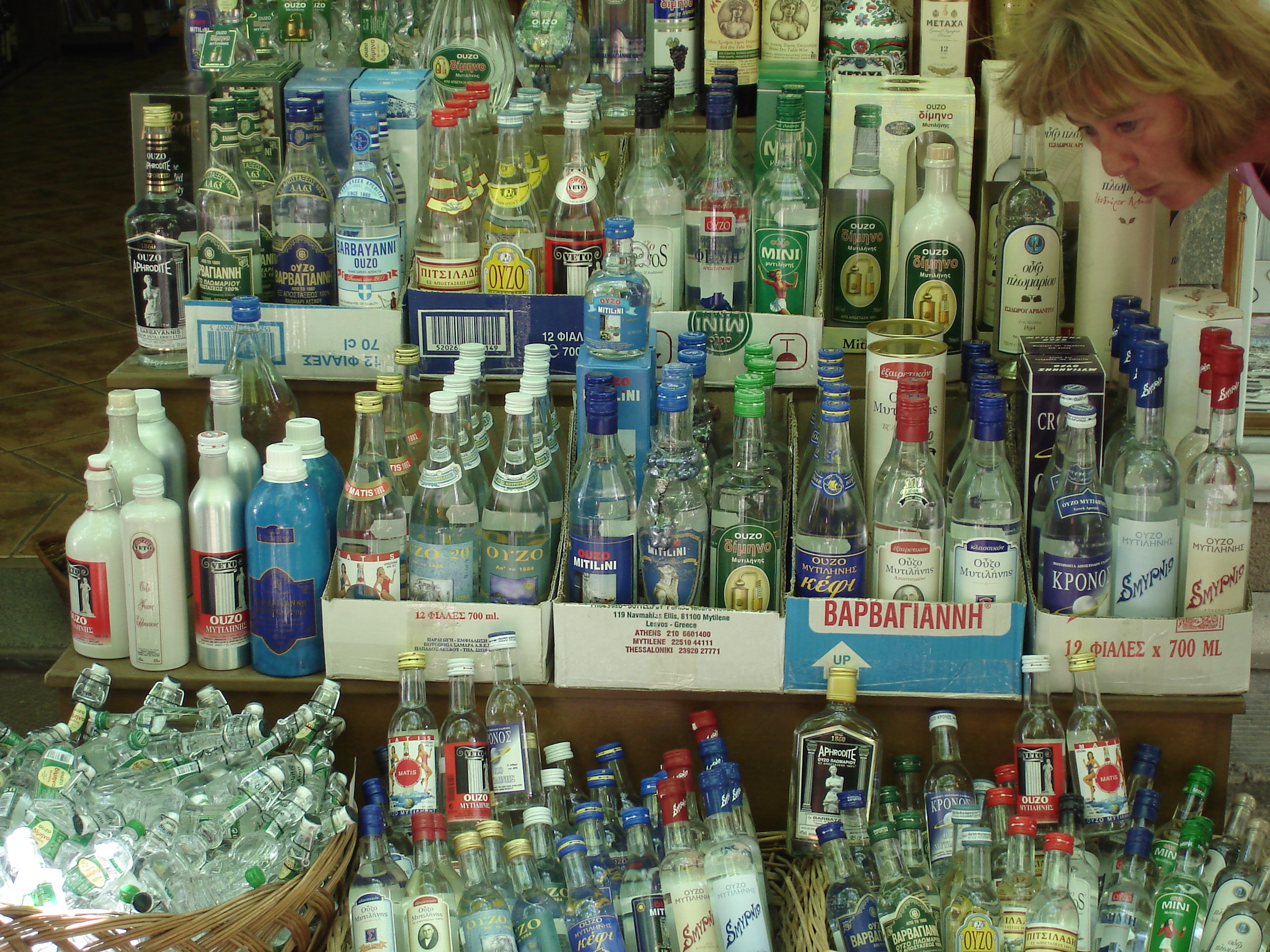
Ouzosorten

Ouzo (griechisch ούζο) ist eine griechische Anisspirituose.

## Geschichte
Die Frage, wann und wo der erste Ouzo gebrannt wurde, ist nicht abschließend geklärt. Der Ouzo entstand wahrscheinlich aus dem Tsipouro bzw. Rakı, der bereits seit dem 15. Jahrhundert sowohl von der griechischen als auch von der türkischen Bevölkerung im Osmanischen Reich gebrannt wurde. Der Ouzo wird nachweislich seit dem 19. Jahrhundert produziert.
Seine Beliebtheit nahm nach dem Griechisch-Türkischen Krieg 1922 zu, da er zu den favorisierten Spirituosen von Griechen aus der Türkei gehörte, vermutlich beeinflussten diese mit eigenen Destillerien die heutige Ouzo-Herstellung.

## Begriffsherkunft
Einer wissenschaftlichen Quelle zufolge kommt das Wort ouzo vom türkischen üzüm ‚Bund Trauben‘ oder ‚Traubensud‘. Eine andere These besagt, Ouzo sei früher zum Export in Holzkisten verpackt worden, die auf Italienisch mit Uso di Marsiglia ‚zum Gebrauch in Marseille‘ beschriftet waren. Daraus habe sich später Ouzo als Bezeichnung für die Spirituose entwickelt.

## Herstellung
Ouzo wird aus reinem Alkohol hergestellt, dem neben verschiedenen Kräutern und Gewürzen vor allen Dingen Anis oder Fenchelsamen hinzugefügt werden, die das charakteristische Aroma von Ouzo bestimmen. Qualitativ höherwertiger Ouzo wird nach dieser Prozedur erneut gebrannt und teilweise über Jahre gelagert. Ouzo wird mit etwa 40 Vol.-% Alkoholgehalt in Flaschen verkauft.
Bekanntere Hersteller von Ouzo sind Ouzo 12, Plomari, Mini, Pilavas und Tsantali. Einige Marken wurden mittlerweile von internationalen Spirituosenkonzernen aufgekauft.
In Griechenland existieren rund 250 Brennereien und 10 auf Zypern. Die Ouzo-Brennereien sind über ganz Griechenland verteilt, wobei Lesbos gemeinhin als Hauptstadt des Ouzo bezeichnet wird.

## Geschützte Herkunftsbezeichnung
Die Verkehrsbezeichnung Ouzo ist über die sogenannte EU-Spirituosenverordnung als geografische Angabe für Spirituosen der Kategorie Destillierter Anis aus Griechenland oder Zypern geschützt. Sie bezeichnet demnach eine besondere Art der Spirituose Anis. Grundlage für die geografische Angabe Ouzo ist eine auf der Plattform eAmbrosia veröffentlichte Technische Unterlage vom 13. Februar 2008, welche nach Artikel 22 Abs. 2 der Verordnung (EU) 2019/787 als Produktspezifikation gilt.
Ouzo darf nur durch die Destillation von Alkohol gewonnen werden, dem außer dem zum Anis gehörenden Anis, Sternanis und/oder Fenchel weitere natürliche Aromen wie Mastix oder würzende Samen, Früchte oder Pflanzen wie Koriander zugesetzt werden. Der Mindestalkoholgehalt muss dabei 37,5 Volumenprozent betragen. Ouzo darf nur heißen, was in Griechenland oder Zypern hergestellt ist. Die Destillation muss auf diskontinuierlich arbeitenden Destillationsgeräten aus Kupfer mit einem Fassungsvermögen von 1.000 Liter oder weniger erfolgen. Das gewonnene Destillat muss farblos sein und einen Alkoholgehalt von mindestens 55 Volumenprozent und höchstens 80 Volumenprozent aufweisen. Durch die Zugabe von enthärtetem Wasser und die Süßung bis zu einem Trockenextraktgehalt von nicht mehr als 50 g/l Zucker wird der Ouzo auf die gewünschte Trinkstärke eingestellt.
Ebenfalls eu-rechtlich geschützt sind die Herkunftsbezeichnungen von Ούζο Μυτιλήνης/Ouzo aus Mitilene, Ούζο Πλωμαρίου/Ouzo aus Plomari, Ούζο Καλαμάτας/Ouzo aus Kalamata, Ούζο Θράκης/Ouzo aus Thrakien sowie Ούζο Μακεδονίας/Ouzo aus dem griechischen Mazedonien.

## Servieren

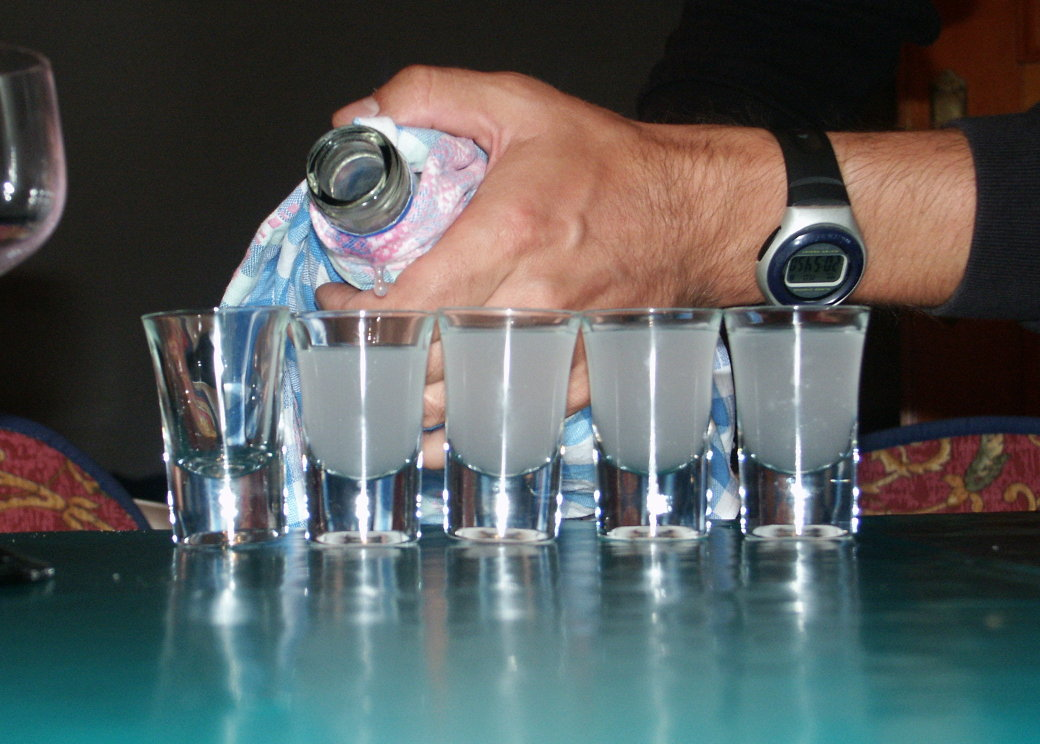
Kalter Ouzo in Gläsern

Die Trinksitten des Ouzo variieren in Griechenland sehr stark. Ouzo wird dort selten als Digestif pur getrunken, weitaus häufiger ist das Reichen zu Mezedes (kleine Speisen wie Octopus, Käse), wo er am Tisch mit Wasser verdünnt getrunken wird, immer häufiger auch mit Eis. Entsprechend seiner Bedeutung als Verdauungsschnaps wird der Ouzo in der Volksmedizin als Mittel gegen Magenkrämpfe empfohlen. In einigen Gebieten Griechenlands, wie Kreta oder Rhodos, wird Ouzo auch als Schuss zu einem Kaffee beigegeben.
In Deutschland hingegen wird Ouzo meist pur und stark gekühlt als Aperitif getrunken.
Beim Vermischen mit Wasser oder stark gekühlt wird Ouzo durch den Louche-Effekt milchig-trüb. Man nennt diesen Vorgang Opaleszieren. Ist der Ouzo sehr stark, setzt bei zu starker Kühlung eine Kristallisation ein.